# 5. Sinfonie (Prokofjew)
Die Sinfonie Nr. 5 in B-Dur, Opus 100 (komponiert 1944, uraufgeführt in Moskau am 13. Januar 1945 vom Staatlichen Sinfonieorchester der UdSSR unter Leitung des Komponisten) ist die größtangelegte und klanglich mächtigste der sieben Sinfonien von Sergei Sergejewitsch Prokofjew. Nach der „Klassischen“ ist sie sein bekanntestes und am meisten aufgenommenes sinfonisches Werk. Von der Fortschrittlichkeit und der Komplexität der Sprache und des Ausdrucks her bleibt sie jedoch hinter der avantgardistischen Zweiten Sinfonie, der dissonanteren Dritten Sinfonie und der strukturell freieren Sechsten Sinfonie zurück.
Wie auch Schostakowitschs siebente und Chatschaturjans zweite Sinfonie fungierte Prokofjews Fünfte als patriotisch-heroische, sowjetische „Kriegssinfonie“. Deren generell affirmativen Charakter nahm der Komponist in seiner darauffolgenden, tragischen Sinfonie ebenso zurück wie Schostakowitsch seinerseits in seiner Achten.

## Entstehung
Das Werk wurde während des Zweiten Weltkriegs 1944, wenige Monate nach der Fertigstellung der achten Sonate, geschrieben. „Ich habe versucht, die Hauptidee dieser Symphonie zu vermitteln – den Triumph des menschlichen Geistes“, schrieb Prokofjew später.
Dabei erstellte er das Manuskript der Sinfonie, wie er in einem Brief an A. S. Lyapunova ausgeführt hat, zunächst für Klavier mit vermerkten Instrumentenmarkierungen.
Es ist mit Bleistift geschrieben und voll zahlreicher Hinweise auf die Instrumente des Orchesters und verweist zudem auf „Ergänzungen“, die im Originalmanuskript nicht enthalten sind. Das Manuskript, das sich heute in der Russischen Nationalbibliothek befindet, wird deswegen dort als „Entwurf von eigener Hand“ geführt. Trotzdem ist der Text leicht zu lesen. Es gibt fast keine Durchstreichungen und Korrekturen, wie sie sonst für Entwürfe charakteristisch sind, und die Ergänzungen, wie Prokofjew sie nennt, sind entweder auf die leeren Seitenumschläge geschrieben oder am Ende des Manuskripts angefügt. Alle diese Ergänzungen sind im Gegensatz zum Hauptentwurf, der auf kleineren Notenblättern geschrieben ist, bereits in Form einer Partitur notiert, und nicht für Klavier, und zwar auf Notenpapier mit 12 Notenlinien.
Am Ende des Hauptkörpers des Manuskripts wird das Datum 22. August 1944 angegeben, und als „Nachtrag 55“, der das Manuskript beendet, erscheint der Eintrag: „Orchestrierung endete am 29. November 1944. SP“.

## Musikalischer Aufbau
Das Werk besteht aus vier Sätzen. Die Gesamtdauer beträgt etwa 45 Minuten.
1. Andante; episch veranlagter, vorwiegend vom Einsatz der Blechbläser dominierter Kopfsatz
2. Allegro marcato; teils verspieltes, teils motorisches Scherzo
3. Adagio; weitläufiger langsamer Satz mit Anklängen an den Spätstil Pjotr Iljitsch Tschaikowskis
4. Allegro giocoso; tänzerisches Finale

Die Besetzung lautet 2+1, 2+1, 2+es+bass, 2+1 – 4, 3, 3, 1, timp, perc:wdbl/tamb/tgl/SD/cyms/BD/tam-t, hp, pft, str